# 内乘
在数学中，内乘（英語：interior product，或译内积）是光滑流形上的微分形式外代数上一个次数为 −1 导子，定义为微分形式与一个向量场的缩并。从而如果 X 是流形 M 上一个向量场，那么
{\displaystyle \iota _{X}\colon \Omega ^{p}(M)\to \Omega ^{p-1}(M)}
是将一个 p-形式 ω 映为 (p−1)-形式 iXω，由性质 
{\displaystyle (\iota _{X}\omega )(X_{1},\ldots ,X_{p-1})=\omega (X,X_{1},\ldots ,X_{p-1})}
所定义，对任何向量场 X1,..., Xp−1。本质上来说，内乘可以定义在向量空间与外代数上，即只与流形的一点有关。
内乘也称为内乘法（ 或 ），或内导数（ 或 ）。
一些作者使用字母 {\displaystyle i} 代替 {\displaystyle \iota }；内乘有时也写成 {\displaystyle \iota (X)} 或者 {\displaystyle X\lrcorner \omega =\iota _{X}\omega }。

## 性质
由反对称性
{\displaystyle \iota _{X}\iota _{Y}\omega =-\iota _{Y}\iota _{X}\omega }
所以 {\displaystyle \iota _{X}^{2}=0}。
因为李导数与缩并可以交换，故：
{\displaystyle {\mathcal {L}}_{X}(\iota _{Y}\omega )=\iota _{[X,Y]}\omega +\iota _{Y}({\mathcal {L}}_{X}\omega )\ ,}
这便得出两个向量李括号的内乘公式：
{\displaystyle \iota _{[X,Y]}\omega ={\mathcal {L}}_{X}(\iota _{Y}\omega )-\iota _{Y}({\mathcal {L}}_{X}\omega )\ .}
内乘与微分形式的外导数以及李导数的关系由嘉当恒等式给出：
{\displaystyle {\mathcal {L}}_{X}\omega =\mathrm {d} (\iota _{X}\omega )+\iota _{X}\mathrm {d} \omega \ .}
这个等式在辛几何中非常重要：参见矩映射。